# 倭迹迹日百袭媛命
倭迹迹日百襲媛命（日语：／ Yamato Totohi Momosohime no Mikoto），生卒年不详（生于前92年以前，卒于前88年以后），是孝灵天皇的皇女。

## 家系

天皇谱系图（初代 - 第10代）

《日本書紀》中说她的母亲是倭国香媛，她的同母兄弟有倭迹迹稚屋姫命和彦五十狭芹彦命，异母兄弟有孝元天皇。
《古事記》中她被称为夜麻登登母母曾毘賣命（やまととももそひめ の みこと），母亲是意富夜麻登玖邇阿禮比賣命（おおやまとくにあれひめ の みこと，别名蠅伊呂泥（はえいろね）），同母兄弟有日子刺肩別命、比古伊佐勢理毘古命、倭飛羽矢若屋比賣。

## 卑弥呼
有研究认为倭迹迹日百襲媛命是统治邪马台的卑弥呼。